# 清國行政法
《清國行政法》，為臨時台灣舊慣調查會組織贊助進行之舊慣調查計畫，共分六卷，於1905年至1913年間分別出版。其目的在以近代歐陸公法概念，釐清台灣日治時期前的官府行為在日本統治後具有何種法律上效力，並且進一步解明大清帝國的立法體例、政府組織、各種行政類型的法律關係。

## 編纂經緯
該行政法的主要編撰者為織田萬，並有編輯委員如狩野直喜、淺井虎夫、加藤繁等人，日後均成為日本漢學界重要學者。織田萬以其依德國行政法教科書體例編寫之《行政法講義》為藍本，進行《清國行政法》之編纂，其間並夾雜諸多中國古典之摘要片段。先由各編輯委員寫成初稿後，由織田萬統籌增刪，形成所謂的「織田流」文體。本計畫於1903年10月於京都大學內設置研究室開始編纂，歷時十年告成。第一冊汎論出版後，有當時中國留日學生鄭萀、陳與年、梁濟棟等人翻譯成中文，於是臨時台灣舊慣調查會便委請專人將第一冊翻譯成中文，並由織田萬添加行政法導論一章。
本書雖然耗費經年，且立意宏大，但出版後清帝國已然覆亡，因此所有內容隨即變成法制史上的陳跡。惟其所摘錄之典籍浩如煙海，儼然成為文獻檢索之寶庫。並且對於傳統中國官制詳細解說，因此後來成為日本漢學界的重要參考書。日本學者坂野正高及山根幸夫曾分別著有詳細專論及題解，探索其知識形成史及與台灣總督府其他舊慣調查事業彼此間關連。

## 内容
- 第一巻　行政法規・行政組織・官吏法・裁判制度
- 第二巻　内務行政（一）
- 第三巻　内務行政（二）
- 第四巻　内務行政（三）・軍務行政
- 第五巻　司法行政・財務行政（一）
- 第六巻　財務行政（二）

後藤新平授意後，開始進行外國語翻譯。

## 外部連結
- 『臨時台湾旧慣調査会第一部報告 清国行政法』1936年巌松堂書店版（国立国会図書館數位館藏）
  - 第一巻 汎論
  - 第二巻 各論 第一編 内務行政
  - 第三巻 各論 第一編 内務行政（第二）
  - 第四巻 各論 第一編 内務行政（第三）・第二編 軍務行政
  - 第五巻 各論 第三編 司法行政・第四編 財務行政
  - 第六巻 各論 第四編 財務行政（第二）
  - 索引